# Lepidostemon rosularis
Lepidostemon rosularis är en korsblommig växtart som först beskrevs av Ke Chien Kuan och Z.X. An, och fick sitt nu gällande namn av Al-shehbaz. Lepidostemon rosularis ingår i släktet Lepidostemon och familjen korsblommiga växter. Inga underarter finns listade i Catalogue of Life.